# Toy Story (videojuego)
Toy Story es un videojuego estadounidense para las consolas Mega Drive, Super Nintendo, Game Boy y Windows 95 desarrollado por Traveller's Tales y anunciado por Disney Interactive. El juego se basa en la película bajo el mismo título. La versión japonesa del juego fue distribuida por Capcom. El juego fue seguido por la secuela correspondiente a la segunda película.

## Niveles
- 1.º - That Old Army
- 2.º - Red Alert!
- 3.º - Ego Check
- 4.º - Nightmare Buzz
- 5.º - A Buzz Clip
- 6.º - Revenge of the Toys
- 7.º - Run Rex, MAm
- 8.º - Buzz Battle
- 9.º - Food and Drink
- 10.º - Inside the Claw Machine
- 11.º - Really Inside the Claw Machine (Solo en Mega Drive y SNES)
- 12.º - The Claw!
- 13.º - Sid's Workbench
- 14.º - Battle of the Mutant Toys
- 15.º - Roller Bob
- 16.º - Day-Toy-Na (sólo en Mega Drive y PC)
- 17.º - Light My Fire (16.º en la versión SNES)
- 18.º - Rocket Man (17.º en la versión SNES)

## Reparto
| Personajes                  | Actores Originales Estados Unidos | Doblaje de Hispanoamérica | Actores de Doblaje España |
| --------------------------- | --------------------------------- | ------------------------- | ------------------------- |
| Aliens                      | Patrick Warburton                 | Raúl Aldana               | José Antonio Jiménez      |
| Buzz Lightyear              | Patrick Warburton                 | José Luis Orozco          | José Luís Gil             |
| Bo Peep                     | Annie Potts                       | Diana Santos              | María Moscardó            |
| Ham                         | John Ratzenberger                 | Arturo Mercado            | Claudi García             |
| Rex                         | Wallace Shawn                     | Jesús Barrero             | Pep Sais                  |
| Sargento                    | Lee Ermey                         | Raúl Espinosa             | Luís Marco                |
| Slinky                      | Jim Varney                        | Carlos del Campo          | Ricky Coello              |
| Sr. Cara de Papa/Sr. Patata | Don Rickles                       | Jesse Conde               | Miguel Ángel Jenner       |
| Woody Pride                 | Jim Hanks                         | Carlos Segundo            | Óscar Barberán            |

## Diferencias entre las versiones
Las versiones del juego para Mega Drive y SNES son largamente idénticas, aparte de las diferencias usuales que los títulos multiplataforma tenían. Sin embargo, la versión Mega Drive tiene un nivel extra que la versión SNES no tiene, "Day-toy-na" en donde Woody corre con R.C. moviéndose en la camioneta hacia Buzz en un segmento muy similar al juego de Sega Out Run. La versión de PC es idéntica a la versión Mega Drive, excepto que el nivel "Really Inside the Claw" Machine ha sido eliminado.